# 2-es busz (Siófok)
A siófoki 2-es autóbusz a siófoki autóbusz-állomás és Nyaralótelep között közlekedik. Az aranyparti nyaralóövezetet járja végig.

## Útvonala
| Nyaralótelep felé |
| --- |
| Autóbusz-állomás – Fő utca – Kinizsi Pál utca – Petőfi sétány – Beszédes József sétány – Herman Ottó utca – Szent László utca – Darnay Kálmán tér – Szent László utca – Csónak utca |

| Autóbusz-állomás felé |
| --- |
| Csónak utca – Szent László utca – Darnay Kálmán tér – Szent László utca – Berzsenyi Dániel utca – Beszédes József sétány – Petőfi sétány – Kinizsi Pál utca – Fő utca – Autóbusz-állomás |

## Megállóhelyei
| Menetidő | Megállóhelyek                              |                                            | Átszállás                            |
| -------- | ------------------------------------------ | ------------------------------------------ | ------------------------------------ |
| 0        | Autóbusz-állomás                           | Autóbusz-állomás                           | Siófok 1, 2K, 3, 4, 6, 7, 16, 61, 64 |
| 2        | Kinizsi utca                               | Kinizsi utca                               | 2K                                   |
| 3        | Mikes Kelemen utca                         | Mikes Kelemen utca                         | 2K                                   |
| 5        | Tamási Áron utca                           | Tamási Áron utca                           | 2K                                   |
| 6        | Muzsinszki utca                            | Muzsinszki utca                            | 2K                                   |
| 7        | Berzsenyi utca                             | Berzsenyi utca                             | 2K                                   |
| 9        | Darnay tér                                 | Darnay tér                                 | 2K                                   |
| 11       | Gábor Áron utca                            | Gábor Áron utca                            | 2K                                   |
| 13       | Szabadifürdő vasútállomás (Galerius fürdő) | Szabadifürdő vasútállomás (Galerius fürdő) | Szabadifürdő 2K                      |
| 14       | Nyaralótelep                               | Nyaralótelep                               | 2K                                   |